# Are-Gymnasium Bad Neuenahr-Ahrweiler
Das Are-Gymnasium Bad Neuenahr-Ahrweiler ist ein neusprachliches, allgemeinbildendes Gymnasium in der gleichnamigen Kurstadt. Seit 2007 ist es nach umfangreichen Sanierungen eine vier- bis fünfzügige Ganztagsschule.

## Geschichte

### 1940er bis 1960er Jahre
Der Name „Are“ geht zurück auf das gleichnamige Adelsgeschlecht, das auf der Burg Are in Altenahr seinen Stammsitz hatte. Gegründet wurde das Are Gymnasium Bad Neuenahr-Ahrweiler 1965 mit einem angeschlossenen Internat für Jungen, das bis 1980 bestand. Hervorgegangen ist es aus dem 1947 gegründeten Pädagogium für angehende Lehrerinnen, eine der ersten Schulneugründungen, die nach dem Ende der NS-Diktatur von der damaligen französischen Besatzungsmacht genehmigt worden waren.

### 1970er bis 1980er Jahre
Seit Beginn der 1970er Jahre pflegt das Are-Gymnasium Schulpartnerschaften und Austauschprogramme mit Schulen in Frankreich und England, Mitte der achtziger Jahre auch mit einer Schule in Chicago, USA. Seit 1974 war das Are-Gymnasium eine Vollzeitschule mit den Klassenstufen 5 bis 13. Ab 1977 besuchten die ersten angehenden Abiturienten die Mainzer Studienstufe (MSS). 1989 verhinderte eine Schüler- und Elterninitiative auf dem Klageweg die Schulschließung; nachdem das Verwaltungsgericht Koblenz erstinstanzlich noch die durch die Bezirksregierung Koblenz angeordnete Schließung bejaht hatte, wurde der Schließungsbeschluss am 9. August 1989 durch das Oberverwaltungsgericht Koblenz aufgehoben.

### Seit den 1990er Jahren
2018 wurde das Are-Gymnasium Europaschule, seit 2019 ist es Fairtrade-Schule. Alljährlich im Juni feiert die Schule ihr traditionelles Johannisfest. Das Hochwasser der Ahr am 14. Juli 2021 beschädigte die meisten Gebäude.  Zum Schuljahr 2021/2022 wurde der Unterricht in Behelfsunterkünfte verlegt, die sich zunächst in Remagen befanden; ab 2022 in einem Containerdorf bei Beller.
Am 1. August 2022 übernahm mit Nina Pfeil erstmals eine Frau die Schulleitung. Am 15. Juni 2025 brach ein Dachstuhlbrand im derzeit nicht genutzten Gebäude 1 aus.

## Ehemalige Schüler
- Marc Kochzius (* 1970), Meeresbiologe und Hochschullehrer, Abitur 1989
- Bernhard Weber (* 1969), Spieleautor, Abitur 1988
- Benedikt Vallendar (* 1969), Autor und Publizist, Abitur 1988
- Guido Orthen (* 1966), Jurist und Politiker (CDU)[21], Abitur 1986
- Günther Grün (* 1965), Mathematiker und Hochschullehrer, Abitur 1984
- Josef Hecken (* 1959), ehemaliger saarländischer Justizminister (CDU), Abitur 1978
- Friedhelm Herrmann (* 1949), Mediziner und Hochschullehrer, Abitur 1969

## Ehemalige Lehrer
- Guido Ernst (* 1950), Politiker (CDU)